# Xã Waldo, Quận Russell, Kansas
Xã Waldo (tiếng Anh: Waldo Township) là một xã thuộc quận Russell, tiểu bang Kansas, Hoa Kỳ. Năm 2010, dân số của xã này là 78 người.